# Michael Simpson
Keith Michael "Simpson" Mike (nascido em 8 de setembro de 1950 em Burley, Idaho) é um político dos Estados Unidos, membro da Câmara dos Representantes dos Estados Unidos pelo 2º distrito congressional de Idaho, que tem mandato desde 1999. Ele é membro do Partido Partido Republicano. Anteriormente, ele foi membro da Câmara dos Representantes Idaho.
O distrito em que Simpson representa inclui as cidades de Boise, Rexburg, Idaho Falls, Pocatello e Twin Falls.

## Início de vida, educação e carreira
Simpson é um membro da Igreja de Jesus Cristo dos Santos dos Últimos Dias. Ele foi educado na Utah State University, em Logan, Utah, e na Washington University School of Dental Medicine em St. Louis, Missouri. Simpson raticou odontologia em Blackfoot, Idaho, antes de entrar para a Câmara dos representantes dos Estados Unidos. A maioria dos membros do congresso o chamam de "Doutor", enquanto no Congresso (principalmente o ex-líder da maioria no Senado Bill Frist), Simpson não insiste em que ele seja chamado de Dr. Simpson, preferindo simplesmente ser chamado de congressista ou Mr. Simpson.
Simpson foi eleito para o Conselho da Cidade Blackfoot, em 1980. Em 1984 ele foi eleito para o primeiro dos sete mandatos na Câmara dos Representantes do Estado de Idaho. Simpson foi Presidente da Câmara dos Representantes do Estado de Idaho, de 1993 até sua eleição para o Congresso dos Estados Unidos.

## Câmara dos Representantes dos EUA

### Comitês atribuidos
- Comitê de Dotações
  - Subcomissão de Energia e Água
  - Subcomissão do Interior, Meio Ambiente e Agências relacionadas (Presidente)
  - Subcomissão de Trabalho, Saúde, Serviços Humanos, Educação e Agências relacionadas
- Comissão de orçamento